# Cathrine Grage
Cathrine Grage (Roskilde, 13 oktober 1976) is een Deens voormalig langebaanschaatsster en wielrenster. Haar specialiteit ligt op de lange afstanden (3 en 5 kilometer). Op de 10.000 meter is Grage sinds 25 maart 2007 in het bezit van het baanrecord van Kardinge in Groningen. In 2006 won ze de Deense kampioenschappen schaatsen allround.
Grage nam in 2006, 2007, 2008, 2009, 2010 en 2011 zes opeenvolgende keren deel aan het EK Allround. In 2008 nam ze deel aan de WK Afstanden. In februari 2010 nam ze deel aan de Olympische Winterspelen in Vancouver.
Anno december 2009 stond ze 13e op de Adelskalender voor vrouwen op de incourante grote vierkamp (500, 1500, 5000 en 10.000 meter). Op de reguliere allroundvierkamp voor vrouwen (500, 1500, 3000 en 5000 meter) stond ze op 98e plaats.
Nadat ze stopte met langebaanschaatsen werd Grage in juni 2012 Deens nationaal kampioen wielrennen op zowel de tijdrit als de wegrit.

## Persoonlijke records
| Afstand      | Tijd      | Datum            | Baan           |
| ------------ | --------- | ---------------- | -------------- |
| 500 meter    | 42,27     | 19 december 2009 | Calgary        |
| 1000 meter   | 1.21,68   | 19 december 2009 | Calgary        |
| 1500 meter   | 0 1.59,86 | 12 december 2009 | Salt Lake City |
| 3000 meter   | 0 4.07,73 | 11 december 2009 | Salt Lake City |
| 5000 meter   | 0 7.10,24 | 21 november 2009 | Hamar          |
| 10.000 meter | 15.11,84  | 20 maart 2009    | Calgary        |

## Resultaten
| Jaar | EK Allround | WK Afstanden        | Olympische Spelen   | Wereldbeker                |
| ---- | ----------- | ------------------- | ------------------- | -------------------------- |
| 2006 | NC27        |                     |                     | 9e 100m 55e 500m 60e 1000m |
| 2007 | NC25        |                     |                     | 44e 3/5km                  |
| 2008 | NC23        | 20e 3000m 14e 5000m |                     | 59e 1000m 42e 3/5km        |
| 2009 | NC26        |                     |                     | 45e 3/5km                  |
| 2010 | NC21        |                     | 27e 3000m 14e 5000m | 22e 3/5km                  |
| 2011 | NC21        | 19e 3000m 16e 5000m |                     | 21e 3/5km                  |